# Thaddeus Cahill

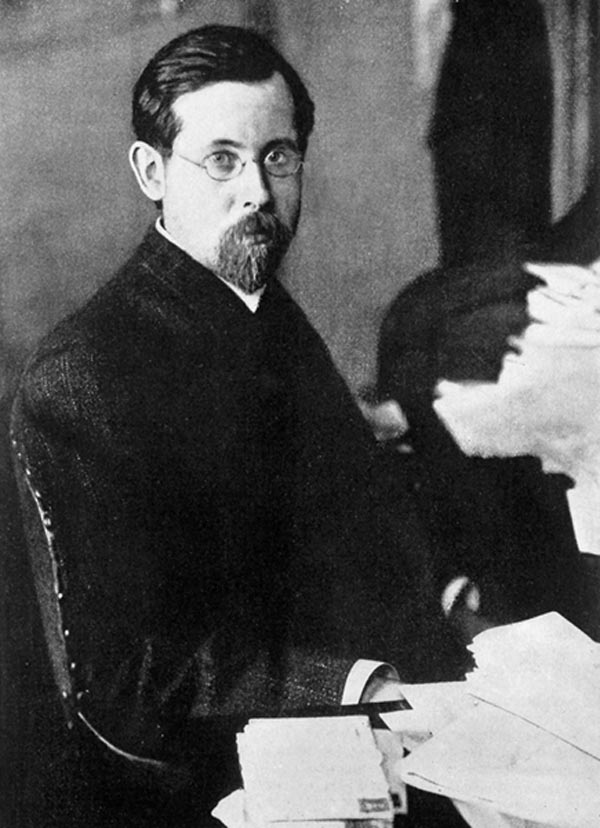
Thaddeus Cahill

Thaddeus Cahill (Iowa, 18 giugno 1867 – New York, 12 aprile 1934) è stato un avvocato e inventore statunitense, nel 1897 brevettò il telharmonium, il primo strumento musicale elettrico efficiente, che venne presentato al pubblico nel 1906. Cahill morì in povertà.

## Biografia
Studiò fisica della musica al Conservatorio Oberlin di Oberlin, Ohio. Dopo aver lavorato come impiegato per il Congresso a Washington per pagarsi gli studi universitari, si laureò alla Columbian (ora George Washington University) Law School nel 1889. Si convinse che la musica poteva essere fatta con l'elettricità (e lavorò anche su una macchina da scrivere elettrica).

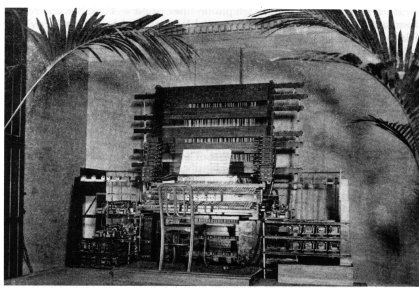
Consolle Telharmonium, 1897

Mostrò il suo primo teleharmonium a Lord Kelvin nel 1902. Quell'anno aprì un laboratorio a Holyoke, dove fu raggiunto da suo fratello, Arthur T. Cahill, e dove i due dimostrarono per la prima volta il teleharmonium al pubblico.
Cahill aveva enormi ambizioni per la sua invenzione. Voleva che la musica del telharmonium fosse trasmessa in hotel, ristoranti, teatri e persino case tramite la linea telefonica. Con un peso iniziale di 7 tonnellate (e fino a 200 tonnellate) e un prezzo di 200.000 dollari (circa 5.514.000 dollari di oggi), furono costruiti solo tre telharmonium e la visione di Cahill non fu mai completamente implementata.